# Hans Haug
Pour les articles homonymes, voir Haug.
Hans Haug, né le 1er décembre 1890 à Niederbronn (Alsace-Lorraine) et mort le 15 décembre 1965 à Héming (Moselle), est un historien de l'art et un conservateur de musée français.

## Enfance et formation
Hans Haug naît en 1890 en Alsace durant la période du Reichsland, dans une famille bourgeoise et intellectuelle de longue tradition francophile. En 1907, à l’âge de 17 ans, il quitte le lycée sans avoir passé ses derniers examens et devient assistant au musée des Arts décoratifs de Strasbourg, alors nommé Hohenlohemuseum. Autodidacte, c’est dans ce cadre qu’il s’initie à l’histoire de l’art et à la muséographie. Il débute également un cursus universitaire (Strasbourg - en 1912-1913, suit les cours de Théodore Haas à l'école des arts décoratifs en compagnie de Hans Arp -, Paris, Munich), interrompu par la Première Guerre mondiale durant laquelle il sert dans l’armée allemande.
En 1918, il regagne Strasbourg. La direction des musées strasbourgeois est vacante, du fait du départ de l’administration allemande. Hans Haug est alors nommé conservateur des deux musées d’art strasbourgeois : le musée des beaux-arts et le Hohenlohemuseum.

## Le conservateur de musées

### 1919-1939

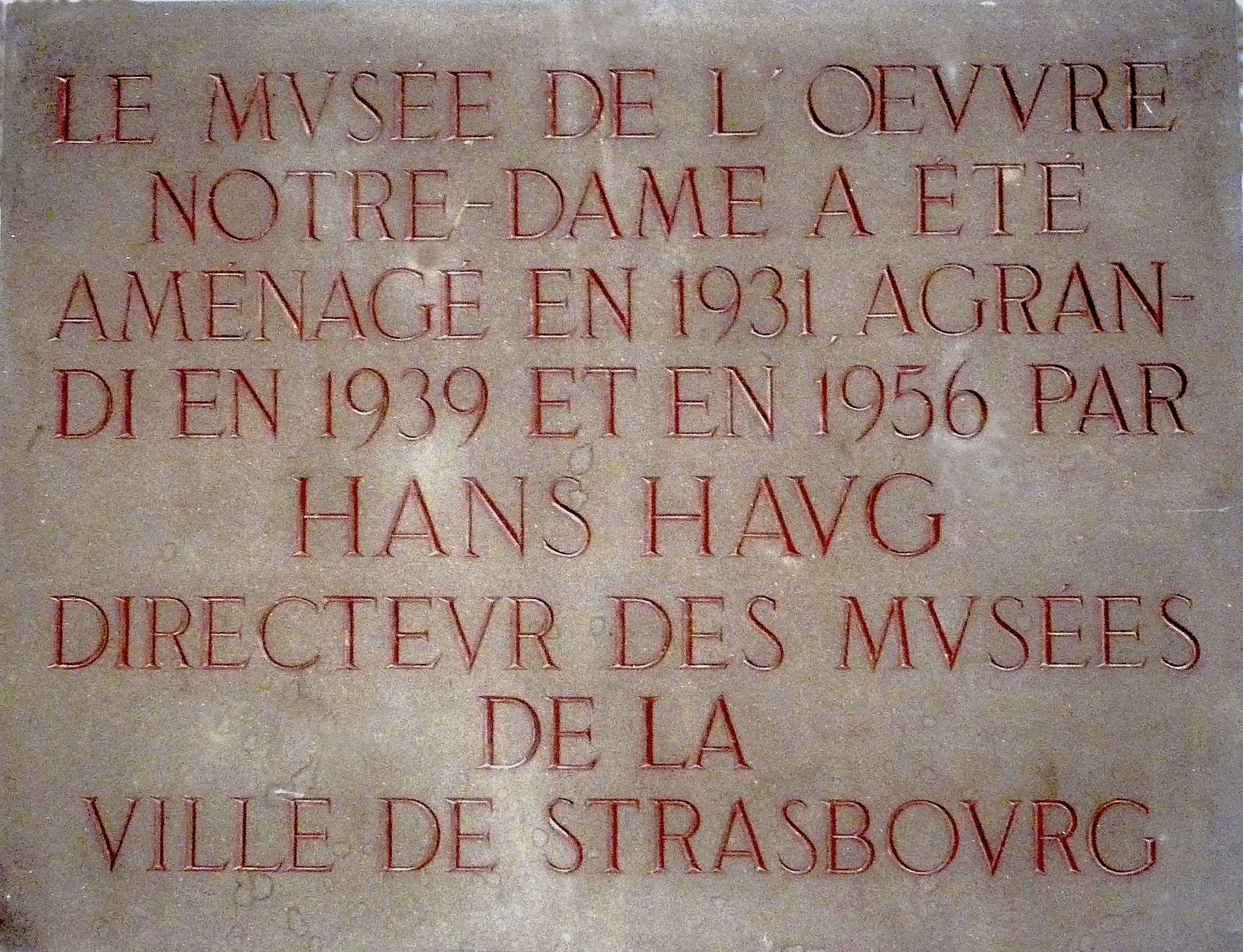
Plaque au Musée de l'Œuvre Notre-Dame

Hans Haug s’attache à regrouper les collections en des ensembles chronologiques distincts. L’ancien Hohenlohemuseum, rebaptisé musée des Arts décoratifs, prend alors place au château des Rohan, regroupant dès lors les collections du XVIIIe siècle. Hans Haug, avec l'aide d'Alfred et Théodore Ungerer, met également en place en 1924 la salle d'horlogerie, qui abrite les restes de la seconde horloge astronomique de Strasbourg. Hans Haug est également à l’origine de la création du Musée historique, destiné à retracer le passé militaire français de l’Alsace. Puis, en 1931, il regroupe les très riches collections des périodes médiévales et Renaissance, qui, exposées au sein de la maison de l’Œuvre Notre-Dame, constituent désormais le musée du même nom.
Ces musées sont installés dans des bâtiments historiques, la volonté de Hans Haug étant de toujours associer les œuvres au cadre qui les abrite et de créer ce qu’on nommera des « musées d’ambiance ».
Parallèlement, il mène une politique d’acquisition très active, privilégiant les œuvres d’art françaises mais s’attachant aussi à compléter les sections d’art régionales (céramique, orfèvrerie, sculptures).
Enfin, il structure les musées strasbourgeois en réseau : le Musée alsacien, fondation privée, devient municipal, de même que le Musée de la société pour la conservation des musées historiques d’Alsace qui prend alors le nom de Musée archéologique.

### 1939-1945
En 1939, Hans Haug prend en charge l’évacuation des collections municipales vers la Dordogne. Réclamées par les Allemands après l’armistice, celles-ci sont réexpédiées vers l’Alsace, toujours sous la direction d’Hans Haug. Durant l’année 1940, il veille au bon déroulement de ces opérations, s’attachant avant tout à préserver les collections de tout dommage,.
En février 1941, il est expulsé pour francophilie ; l’administration de Strasbourg replié (Périgueux) l’autorise à se mettre à la disposition des Musées nationaux. On lui confie alors la responsabilité du château de Cheverny, qui abrite une partie des collections du musée du Louvre.
Il est de retour à Strasbourg au lendemain de la libération de la ville, et dès 1945, il est réintégré dans ses fonctions d’avant-guerre. En 1946, déjà conservateur du musée des Beaux-Arts, du musée des Arts décoratifs et du musée de l'Œuvre Notre-Dame, il devient conservateur en chef de la totalité des musées municipaux, dont le réseau se constitue en une véritable entité administrative. Parmi ces musées, se trouve notamment le Musée archéologique de Strasbourg.

### 1945-1963

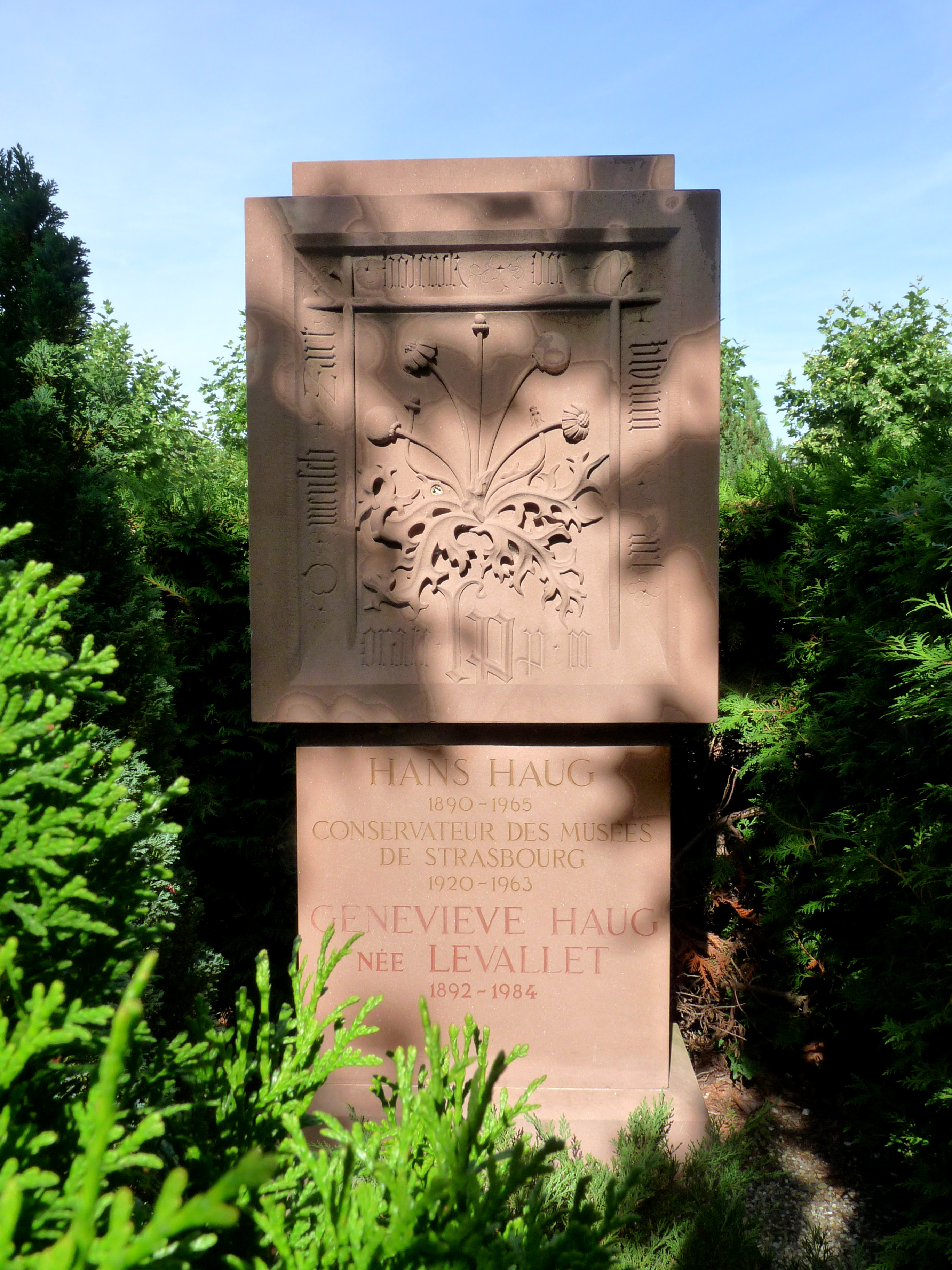
Tombe de Hans Haug et de sa femme au Cimetière Nord de Strasbourg

À partir de 1945, Hans Haug va se consacrer d’abord à la reconstruction du palais Rohan, presque entièrement détruit par des bombardements alliés en août 1944. Ce chantier l’occupe jusque dans les années 1960, et n’est pas achevé lors de son départ à la retraite en 1963.
Au fur et à mesure de la reconstruction, le musée des Arts décoratifs et le musée des Beaux-Arts retrouvent dans le bâtiment la place qu’ils occupaient avant-guerre. Parallèlement, le musée de l’Œuvre Notre-Dame bénéficie d’une refonte complète.
Malgré le coût de la reconstruction du palais Rohan, Hans Haug parvient à reprendre sa politique d’acquisition d’avant-guerre,. Il s’appuie pour ce faire sur un vaste réseau de collectionneurs et de mécènes, parmi lesquels Cécile de Rothschild, qui va surtout permettre l’acquisition du tableau de Nicolas de Largillierre, La Belle Strasbourgeoise. En 1963, il part à la retraite. Le 1er décembre 1965, il meurt dans un accident de voiture.

## L’historien d’art
Dès les années 1910, Hans Haug publie des ouvrages savants sur la céramique et l’orfèvrerie, deux domaines dans lesquels il deviendra un spécialiste réputé.
Esprit curieux et ouvert, il refuse très tôt de se cantonner à un sujet précis et s’intéresse autant à l’architecture, qu’à la sculpture ou à la peinture. Durant toute sa période d’activité, il va ainsi signer la quasi-totalité des guides et catalogues des musées strasbourgeois et des expositions organisées par la ville, tous domaines confondus.
Les sujets très différents qu’il aborde se regroupent néanmoins sous le dénominateur commun de l’art en Alsace, qui est également le titre de son ouvrage le plus célèbre, publié chez Arthaud (Grenoble) en 1962.
Ses attaches régionales et les sentiments profonds qui l’unissent à son terroir natal amènent parfois Hans Haug sur le terrain de la subjectivité. Certains de ses travaux consacrés à la peinture alsacienne de la Renaissance en portent la trace : aussi ont-ils été contestés dès leur parution. Toutefois, Hans Haug historien d’art est aussi à l’origine de découvertes majeures : ainsi, ses travaux sur le peintre Sébastien Stoskopff, qui ont permis de reconstituer le corpus de l’artiste.

## L'artiste
Hans Haug s'est également fait connaître comme dessinateur sous le nom de Balthasar. En plus des multiples dessins qu'il réalisait pour ses loisirs, il a aussi dessiné des étiquettes de vin, des affiches d'exposition, des plaquettes publicitaires pour les musées de Strasbourg. Ses dessins les plus intéressants concernent ses projets muséographiques. Hans Haug fut membre du Groupe de Mai, en compagnie de Simon-Lévy et de l'affichiste Lisa Krugell dont il créa l'ex-libris.

### Choix d’ouvrages de Hans Haug

#### Histoire de l’art de l’Alsace
- L'Art en Alsace, Arthaud, Grenoble, 1962,  (ISBN 2-7003-0041-6). Réédition : 1974.

#### Sur les musées de Strasbourg
- Le Musée des Beaux-Arts de Strasbourg (Peintures), Braun, Paris, 1926.
- « Le Musée de l'Œuvre Notre-Dame à Strasbourg », La Vie en Alsace, IX, p. 121-152, Strasbourg, 1931, ISSN 0183-6498. Tiré à part : La Vie en Alsace éd., 1931.
- Les Grands Appartements des cardinaux de Rohan. Notice et Guide du visiteur, A. et F. Kahn, Strasbourg, 1936.
- Musée des Beaux-Arts de la Ville de Strasbourg. Catalogue des peintures anciennes, Musées municipaux, Strasbourg, 1938.
- Le Musée de l'Œuvre Notre-Dame à Strasbourg. Notice et Guide du visiteur, Braun et Cie, Paris 1939.
- « Les musées de Strasbourg 1900-1950 », Saisons d'Alsace, no 3, p. 311-339, Strasbourg, 1950, ISSN 0048-9018. Tiré à part : Saisons d'Alsace éd., 1950.
- Les Musées de Strasbourg. Notice et Guide à travers les bâtiments et les collections, Musées municipaux, Strasbourg, 1954.
- La Peinture française au musée des Beaux-Arts de Strasbourg, Musées municipaux, Strasbourg, 1955.
- Le Château des Rohan et ses Musées. Notice et Guide du visiteur, Musées municipaux, Strasbourg, 1961.
- L’Orfèvrerie de Strasbourg dans les collections publiques françaises. Inventaire des collections publiques françaises no 22, Paris, Éditions des musées nationaux, 1978  (ISBN 2-7118-0074-1).

#### Peinture
- Grünewald (Mathis Nithart), collection « Les Maîtres », Braun, Paris, 1935.
- « La Belle Strasbourgeoise », Archives alsaciennes d’histoire de l’art, XV, p. 151-157, Strasbourg, 1936.
- « Sébastien Stoskopff, peintre de natures mortes (1597-1657) », Archives alsaciennes d’histoire de l’art, XVI, p. 23-72, Strasbourg, 1948.
- Gustave Doré. Catalogue des œuvres originales et de l’œuvre gravé conservés au musée des Beaux-Arts de Strasbourg, Musées municipaux, Strasbourg, 1954. Existe en allemand : Dernières Nouvelles d’Alsace éd., 1954.
- Natures mortes : Catalogue de la collection du musée des Beaux-Arts de Strasbourg, Musées municipaux, Strasbourg, 1954. Nouvelle édition revue et corrigée : 1962.
- Catalogue de l’exposition d'œuvre de Benjamin Zix à l'occasion du cent-cinquantième anniversaire de sa mort (en coll. avec Paul Martin), Château des Rohan, Strasbourg, décembre 1961-février 1962, Musées municipaux, Strasbourg, 1961.
- « Nicolas de Largillierre. La Belle Strasbourgeoise », Saisons d'Alsace, no 8, p. 457-466, Strasbourg, 1963, ISSN 0048-9018.

#### Arts du feu
- Les Faïences et Porcelaines de Strasbourg, Compagnie alsacienne des arts photomécaniques, A. et F. Kahn, Strasbourg, 1922.
- La Faïencerie de Strasbourg, Compagnie des arts photomécaniques, Strasbourg, 1950. Réédition : 1952.
- Strassburger Fayence, Darmstadt, F. Schneekluth, 1957.